# Wallern im Burgenland

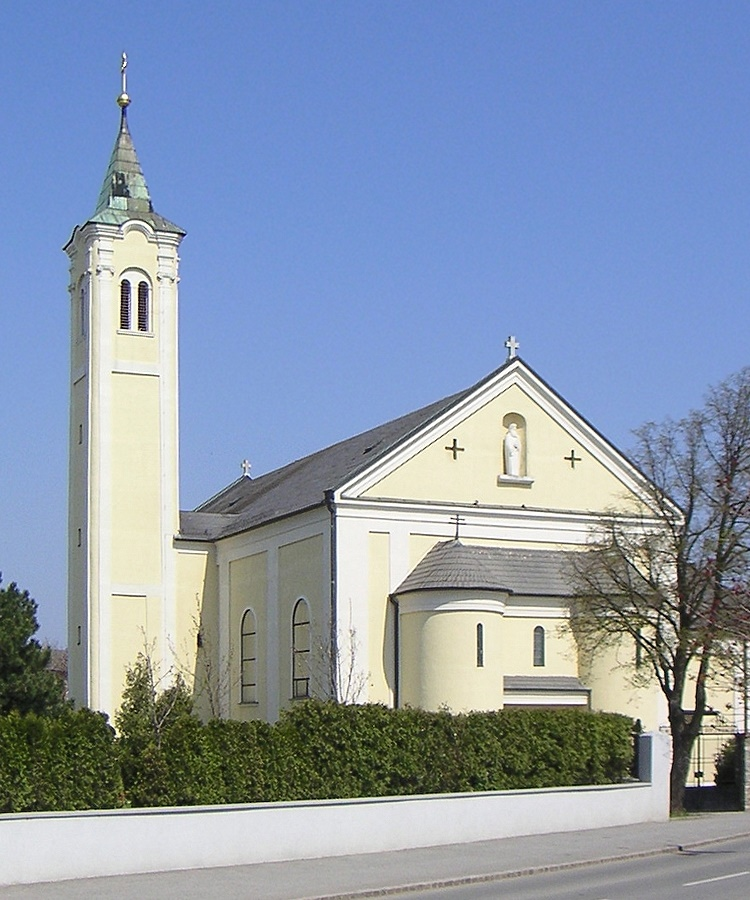
Pfarrkirche Wallern im Burgenland

Wallern im Burgenland (ungarisch Valla, kroatisch Volja) ist eine Marktgemeinde im Burgenland im Bezirk Neusiedl am See in Österreich mit 1624 Einwohnern (Stand 1. Jänner 2025).

## Geografie
Wallern im Burgenland liegt im Seewinkel, wenige Kilometer von der ungarischen Grenze entfernt. Mit einer Seehöhe von 120 m zählt Wallern zu den tiefstgelegenen Orten Österreichs.
Nachbargemeinden:
|          | Sankt Andrä am Zicksee                      |        |
| Pamhagen | Kompassrose, die auf Nachbargemeinden zeigt | Tadten |
|          | Ungarn                                      |        |

## Geschichte
Die Siedlung wurde erstmals 1269 als "Bala" in einem Schenkungsbrief erwähnt, in dem Lambert Götsch der Zisterzienserabtei von Klostermarienberg vor dem Raaber Kapitel 150 Morgen Land vermachte. Die Siedlung stand früher nicht an der heutigen Stelle, sondern eine halbe Stunde Fußweg weiter östlich in den Sümpfen. Einheimische bezeichnen diesen Ort noch heute als „Altes Dorf“, wo die Reste der ehemaligen Dorfkirche und der Häuser noch zu sehen sind.
Der Ort wurde erstmals 1498 als „Wallern“ urkundlich erwähnt, gehörte damals zur Burg Forchtenstein und war zwischen 1622 und 1865 im Besitz der Familie Esterházy. Um 1709 wurde das Dorf von den Kuruzenkriegen heimgesucht, 1809 litt es unter dem Einmarsch der Franzosen. Während der Revolution von 1848 floh die Bevölkerung vor der ungarischen Armee und ließ nur die älteren Menschen zu Hause. Im selben Jahr brach eine Choleraepidemie aus, der ein Fünftel der damaligen Bevölkerung zum Opfer fiel. Zwischen 1875 und 1914 wanderten mehrere Hundert Einwohner nach Amerika aus. Im Jahr 1881 zerstörte ein Großbrand viele Häuser am Hauptplatz. Im Jahr 1897 wurden das Postamt und der Bahnhof eröffnet, 1904 wurde die erste Schule im Dorf gebaut. Im Ersten Weltkrieg starben 52 Menschen aus dem Ort. 
Wallern gehörte wie das gesamte Burgenland bis 1920/21 zu Ungarn (Deutsch-Westungarn). Seit 1898 musste aufgrund der Magyarisierungspolitik der Regierung in Budapest der ungarische Ortsname Valla verwendet werden. Nach Ende des Ersten Weltkriegs wurde nach zähen Verhandlungen Deutsch-Westungarn in den Verträgen von St. Germain und Trianon 1919 Österreich zugesprochen. Der Ort gehört seit 1921 zum neu gegründeten Bundesland Burgenland (siehe auch Geschichte des Burgenlandes).
Marktgemeinde ist Wallern im Burgenland seit 1998.

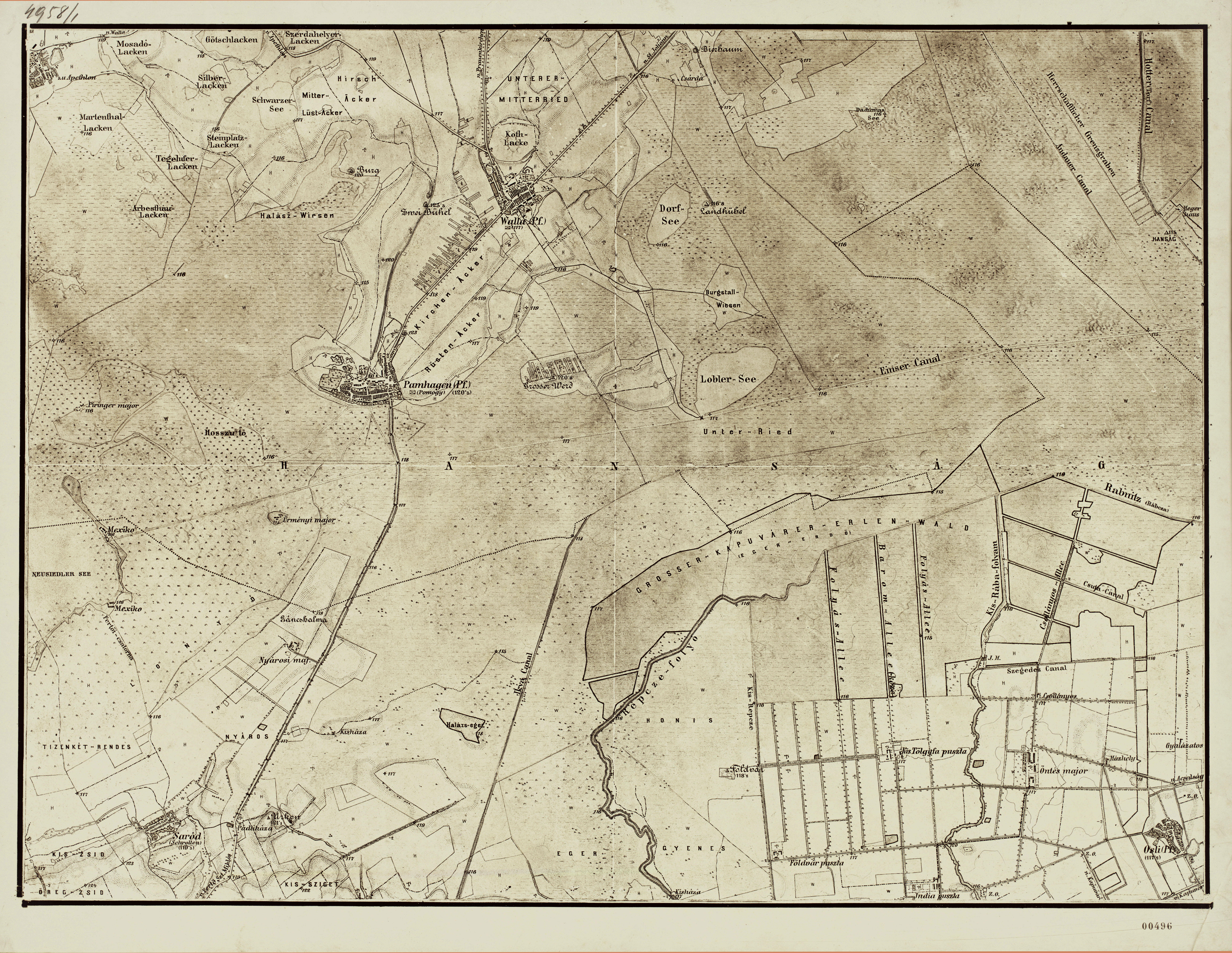
Wallern/Walla (oben) Ende des 19. Jh. (Aufnahmeblatt der Landesaufnahme)

### Bevölkerungsentwicklung
| Wallern im Burgenland: Einwohnerzahlen von 1869 bis 2025 | Wallern im Burgenland: Einwohnerzahlen von 1869 bis 2025 | Wallern im Burgenland: Einwohnerzahlen von 1869 bis 2025 | Wallern im Burgenland: Einwohnerzahlen von 1869 bis 2025 | Wallern im Burgenland: Einwohnerzahlen von 1869 bis 2025 |
| -------------------------------------------------------- | -------------------------------------------------------- | -------------------------------------------------------- | -------------------------------------------------------- | -------------------------------------------------------- |
| Jahr                                                     |                                                          |                                                          |                                                          | Einwohner                                                |
| 1869                                                     | 1869                                                     |                                                          | 1.243                                                    | 1.243                                                    |
| 1880                                                     | 1880                                                     |                                                          | 1.359                                                    | 1.359                                                    |
| 1890                                                     | 1890                                                     |                                                          | 1.239                                                    | 1.239                                                    |
| 1900                                                     | 1900                                                     |                                                          | 1.347                                                    | 1.347                                                    |
| 1910                                                     | 1910                                                     |                                                          | 1.613                                                    | 1.613                                                    |
| 1923                                                     | 1923                                                     |                                                          | 1.612                                                    | 1.612                                                    |
| 1934                                                     | 1934                                                     |                                                          | 1.812                                                    | 1.812                                                    |
| 1939                                                     | 1939                                                     |                                                          | 1.878                                                    | 1.878                                                    |
| 1951                                                     | 1951                                                     |                                                          | 1.895                                                    | 1.895                                                    |
| 1961                                                     | 1961                                                     |                                                          | 2.001                                                    | 2.001                                                    |
| 1971                                                     | 1971                                                     |                                                          | 2.061                                                    | 2.061                                                    |
| 1981                                                     | 1981                                                     |                                                          | 1.996                                                    | 1.996                                                    |
| 1991                                                     | 1991                                                     |                                                          | 1.978                                                    | 1.978                                                    |
| 2001                                                     | 2001                                                     |                                                          | 1.980                                                    | 1.980                                                    |
| 2011                                                     | 2011                                                     |                                                          | 1.803                                                    | 1.803                                                    |
| 2021                                                     | 2021                                                     |                                                          | 1.668                                                    | 1.668                                                    |
| 2025                                                     | 2025                                                     |                                                          | 1.624                                                    | 1.624                                                    |
| Quelle(n): Statistik Austria, Gebietsstand 1.1.2021      |                                                          |                                                          |                                                          |                                                          |

## Kultur und Sehenswürdigkeiten
- Katholische Pfarrkirche Wallern im Burgenland

| Wirtschaft und Infrastruktur Wirtschaft Wallern ist eine landwirtschaftlich geprägte Gemeinde, fast neunzig Prozent der Fläche sind landwirtschaftliche Nutzfläche. Diese wurde im Jahr 2010 von über hundert Betrieben bewirtschaftet. Etwa die Hälfte der Betriebe waren Nebenerwerbsbetriebe. [ 2 ] [ 3 ] Der größte Arbeitgeber ist der Dienstleistungssektor. Fast achtzig Menschen arbeiten im Handel, über dreißig sind freiberuflich tätig. Die Landwirtschaft beschäftigt rund hundert Menschen. Fast sechzig Personen beschäftigt das Baugewerbe (Stand 2011). [ 4 ] Von den 903 Erwerbstätigen, die im Jahr 2011 in der Gemeinde wohnten, hatten 247 eine Arbeitsstelle im Ort, 656 pendelten in die Umgebung. Aus anderen Gemeinden kamen 86 Personen zur Arbeit nach Wallern. [ 5 ] | Die zur Anzeige dieser Grafik verwendete Erweiterung wurde dauerhaft deaktiviert. Wir arbeiten aktuell daran, diese und weitere betroffene Grafiken auf ein neues Format umzustellen. (Mehr dazu) |

### Bildung
In der Gemeinde gibt es einen Kindergarten und eine Volksschule.

### Verkehr
- Eisenbahn: Wallern liegt an der Neusiedler Seebahn mit Direktverbindungen nach Wien.[8]
- Straße: Durch den Ort führt die Neusiedler Straße B51, die von der ungarischen Grenze im Süden bis Neusiedl führt und einen Anschluss an die Ost Autobahn hat.

## Politik

### Gemeinderat
Der Gemeinderat umfasst aufgrund der Einwohnerzahl insgesamt 21 Mitglieder.
| Partei          | 2022             | 2022             | 2022             | 2017             | 2017             | 2017             | 2012             | 2012             | 2012             | 2007             | 2007             | 2007             | 2002             | 2002             | 2002             | 1997             | 1997             | 1997             |
| Partei          | Sti.             | %                | M.               | Sti.             | %                | M.               | Sti.             | %                | M.               | Sti.             | %                | M.               | Sti.             | %                | M.               | Sti.             | %                | M.               |
| --------------- | ---------------- | ---------------- | ---------------- | ---------------- | ---------------- | ---------------- | ---------------- | ---------------- | ---------------- | ---------------- | ---------------- | ---------------- | ---------------- | ---------------- | ---------------- | ---------------- | ---------------- | ---------------- |
| SPÖ             | 783              | 68,32            | 15               | 677              | 55,86            | 12               | 749              | 56,91            | 12               | 771              | 54,72            | 12               | 819              | 61,53            | 13               | 794              | 60,15            | 13               |
| ÖVP             | 363              | 31,68            | 6                | 453              | 37,38            | 8                | 486              | 36,93            | 8                | 577              | 40,95            | 9                | 512              | 38,47            | 8                | 526              | 39,85            | 8                |
| LBL             | nicht kandidiert | nicht kandidiert | nicht kandidiert | 82               | 6,77             | 1                | 81               | 6,16             | 1                | nicht kandidiert | nicht kandidiert | nicht kandidiert | nicht kandidiert | nicht kandidiert | nicht kandidiert | nicht kandidiert | nicht kandidiert | nicht kandidiert |
| FBL             | nicht kandidiert | nicht kandidiert | nicht kandidiert | nicht kandidiert | nicht kandidiert | nicht kandidiert | nicht kandidiert | nicht kandidiert | nicht kandidiert | 61               | 4,33             | 0                | nicht kandidiert | nicht kandidiert | nicht kandidiert | nicht kandidiert | nicht kandidiert | nicht kandidiert |
| Wahlberechtigte | 1657             | 1657             | 1657             | 1650             | 1650             | 1650             | 1686             | 1686             | 1686             | 1701             | 1701             | 1701             | 1649             | 1649             | 1649             | 1585             | 1585             | 1585             |
| Wahlbeteiligung | 76,58            | 76,58            | 76,58            | 79,64 %          | 79,64 %          | 79,64 %          | 85,47 %          | 85,47 %          | 85,47 %          | 87,77 %          | 87,77 %          | 87,77 %          | 88,90 %          | 88,90 %          | 88,90 %          | 91,36 %          | 91,36 %          | 91,36 %          |

### Gemeindevorstand
Dem Gemeindevorstand gehören neben Bürgermeister Ernst Oroszlan (SPÖ) und Vizebürgermeisterin Sonja Summer (SPÖ) auch Jürgen Amelin (SPÖ), Andreas Müllner (SPÖ), Jürgen Peck (ÖVP), Alexander Schneider (SPÖ) und Franz Traudtner (ÖVP) an.

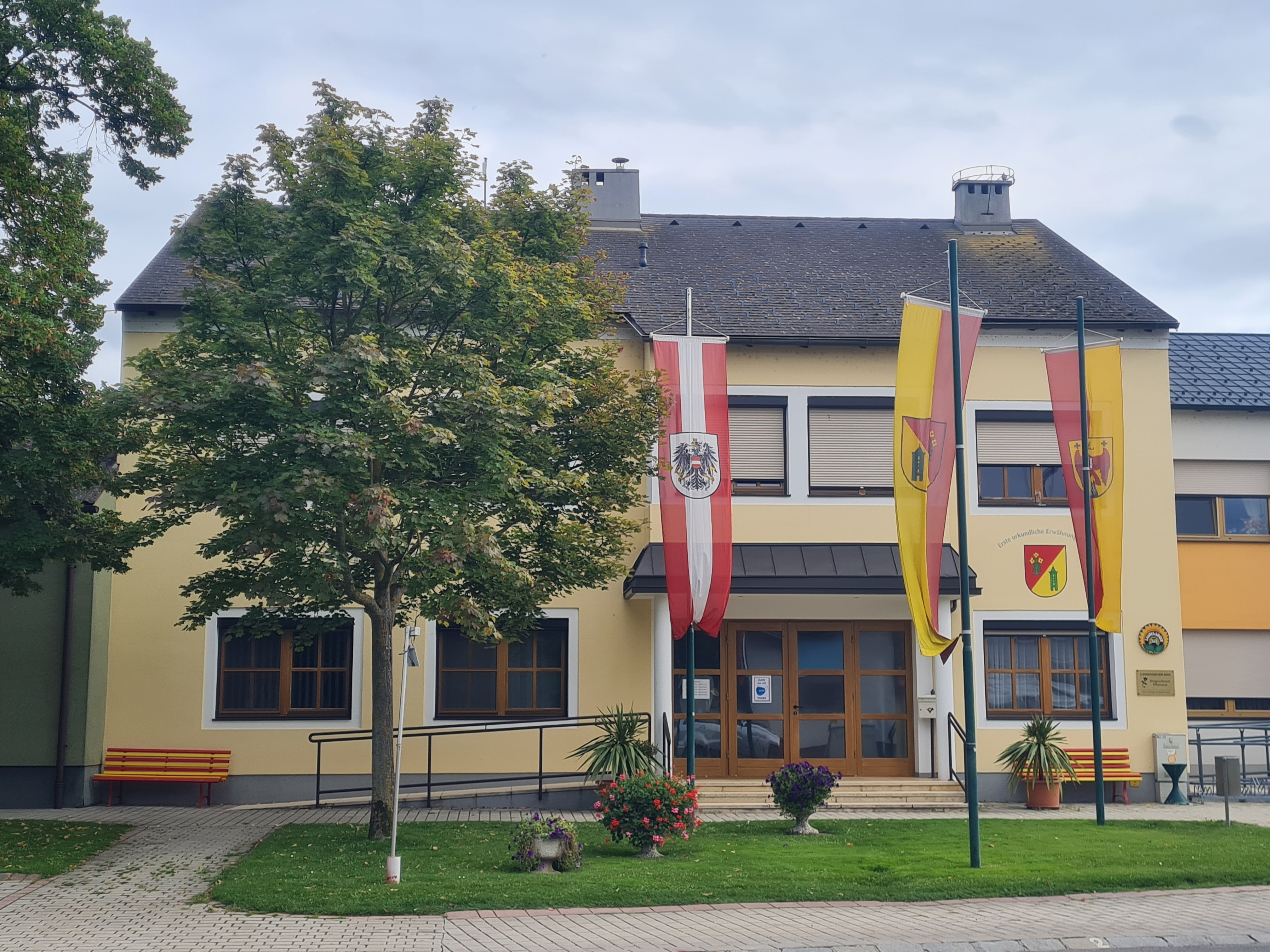
Gemeindeamt Wallern im Burgenland

### Bürgermeister
Bürgermeister war bis 2021 Helmut Huber (SPÖ), der 1996 die Nachfolge von Johann Müllner (SPÖ), der seit 1972 der Gemeinde vorstand, antrat. Bei der Bürgermeisterdirektwahl 2017 wurde Huber mit 65,00 % der Stimmen in seinem Amt bestätigt. Theresia Gerstl (ÖVP) erreichte 35,00 %. In der konstituierenden Sitzung des Gemeinderats wurde Gerstl zur Vizebürgermeisterin gewählt. 2021 übergab Bürgermeister Helmut Huber das Amt an Ernst Oroszlan. Dieser wurde bei der Wahl 2022 mit 72,24 Prozent der Stimmen im ersten Wahlgang im Amt bestätigt.
- 1972–1996: Johann Müllner (SPÖ)
- 1996–2021: Helmut Huber (SPÖ)[17][18]
- seit 2021: Ernst Oroszlan (SPÖ)[17][18]

### Wappen
|  | Blasonierung: „In dem von Rot und Gold schräglinks geteilten Schild oben aus grünem Hügel drei goldene, rot besamte, vierblätterige Blüten auf beblätterten Stengeln wachsend, unten ein grüner Turm, der durch eine goldene, rechteckige Türöffnung, eine Nische, ein rechteckiges Fenster, eine Uhrscheibe und ein Rundbogenfenster gegliedert ist.“ Das Wappen wurde bei der Markterhebung im Jahr 1998 verliehen. Die Gemeindefarben sind Rot-Gold. |

### Gemeindepartnerschaften
- Wallern an der Trattnach in Oberösterreich

## Söhne und Töchter der Gemeinde
- Alcuin Deutsch (1877–1951), österreichisch-US-amerikanischer Benediktinerabt
- Ignaz Baumann (1900–1980), österreichischer Politiker (NSDAP) und Diplomlandwirt
- Johann Müllner (1932–2022), österreichischer Politiker (SPÖ)
- Katharina Pfeffer (* 1951), österreichische Politikerin (SPÖ)